# Sinte-Gitter

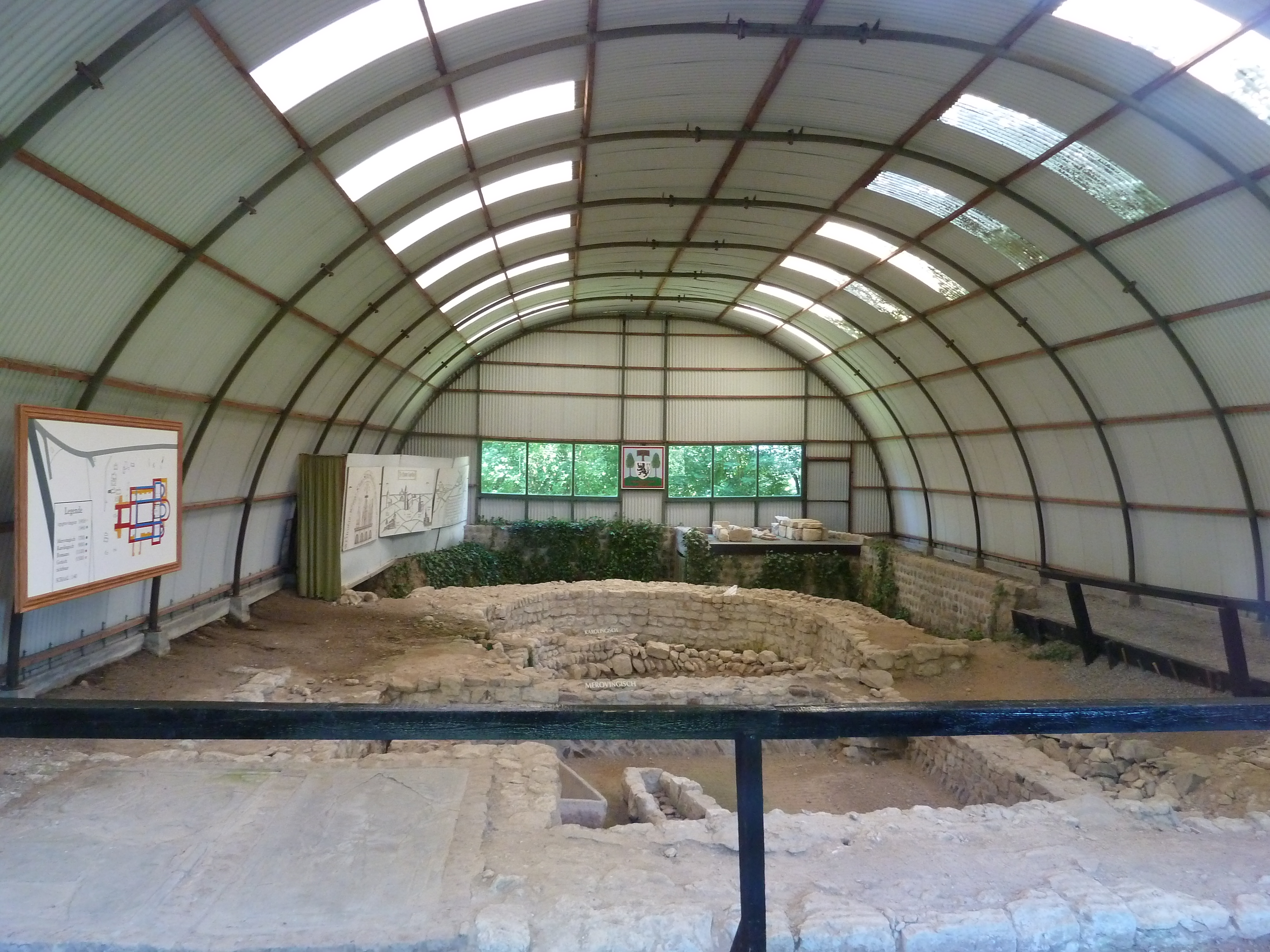
Een deel van de fundamenten van de kerk blootgelegd

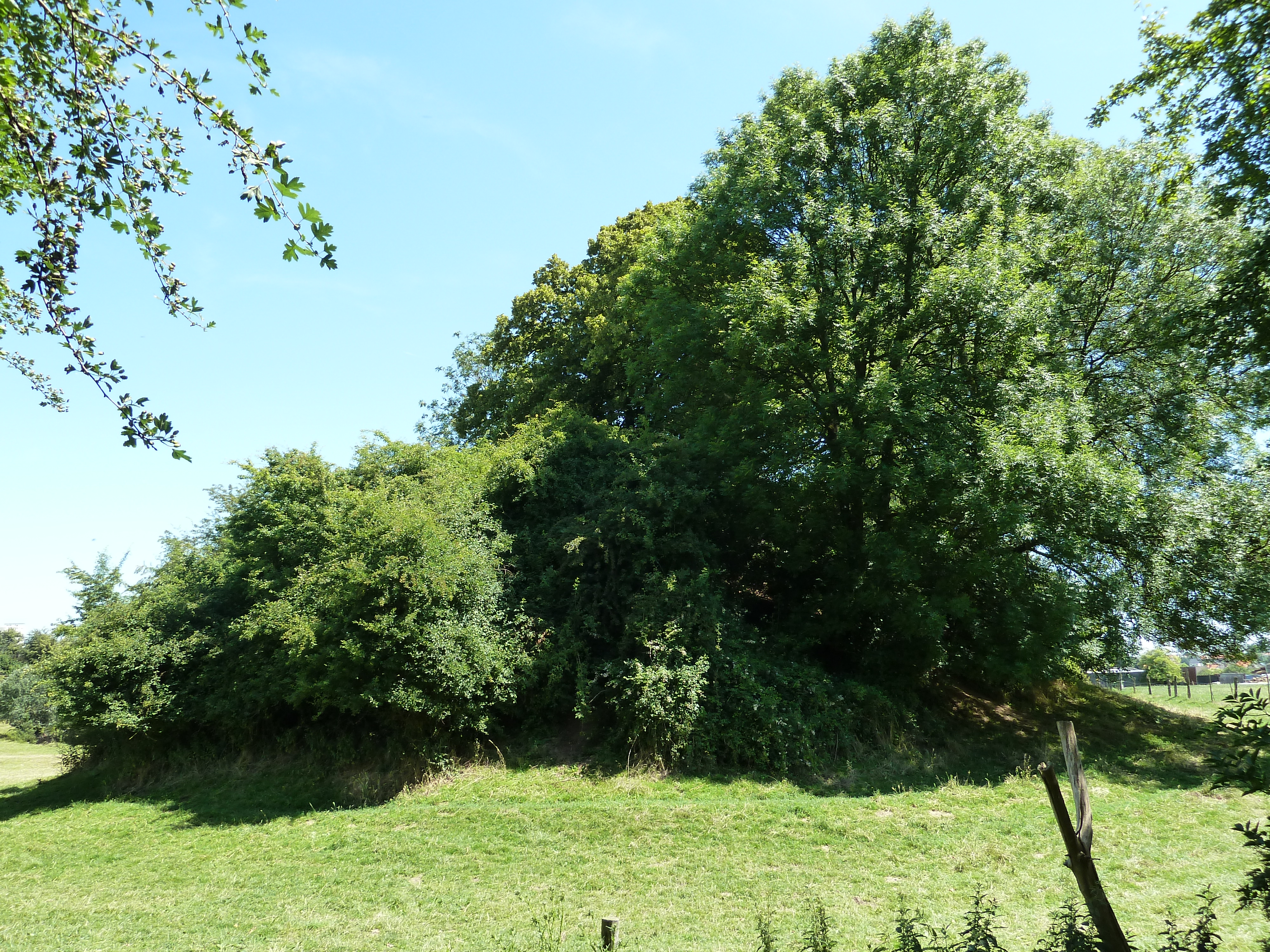
De motte "Tombe van Pepijn"

Sinte-Gitter of Sint-Gitterdal is een vroegere nederzetting en archeologische vindplaats ten zuidwesten van Landen (Vlaams-Brabant, België), die al voor de middeleeuwen bewoond was.
Sint-Gitter spreekt tot de verbeelding wegens een mogelijke verbinding met Pepijn van Landen (ca. 580-640), hofmeier van Merovingische koningen en voorvader van Karel de Grote, die in Sinte-Gitter zou gewoond hebben.
Archeologisch onderzoek heeft hier in 1958-59 twee Merovingische graven blootgelegd. De bijgiften (gespen en sieraden) kunnen in de tweede helft van de 7e eeuw gesitueerd worden. Waarschijnlijk stond er toen een houten kapel. Een eerste stenen kapel werd waarschijnlijk gebouwd op het einde van de 8e of in de 9e eeuw onder meer met materiaal gerecupereerd van een Romeinse villa.
Door een twist met het het prinsbisdom Luik stichtte de hertog van Brabant in de 13e eeuw een beetje verder de nieuwe stad Landen, die een steeds grotere rol ging spelen waardoor Sinte-Gitter, dat Oud-Landen of Ouderstad werd genoemd, stilaan ontvolkte. De Sint-Gertrudiskerk werd overbodig en was in 1759 zo bouwvallig dat ze afgebroken werd. De fundamenten van de koormuren werden in 1980-81 blootgelegd. Tijdens deze opgravingen werden ook verscheidene graven uit diverse perioden teruggevonden. De archeologische site werd gedeeltelijk overdekt om haar tegen de elementen te beschermen.
Op Sinte-Gitter zijn nog twee middeleeuwse restanten bewaard. Er is een motte, "Tombe van Pepijn" genoemd en een andere motte Hunsberg, ook Tombe van Karloman genoemd. Met graftombes hebben ze niets te maken; het zijn grotendeels kunstmatig gemaakte heuvels waarop er meestal een versterking stond. Deze mottes werden vermoedelijk opgeworpen in het begin van de 13e eeuw op een plaats die al van de 11e eeuw intensief bewoond was. Zoals gebruikelijk bestond de nederzetting uit een opperhof en een neerhof. De resten van een ringgracht zijn nog zichtbaar op het terrein.